# Antoni Walenty Broniewski
Antoni Walenty Broniewski herbu Ogończyk (zm. 19 listopada 1817 w Poznaniu) – cześnik gnieźnieński w 1790 roku, komisarz cywilno-wojskowy województwa gnieźnieńskiego w 1790 roku, Rotmistrz chorągwi 2. Brygady Kawalerii Narodowej w 1791 roku.